# Horní Novosedly
Horní Novosedly jsou malá vesnice, část obce Dolní Novosedly v okrese Písek v Jihočeském kraji. Nachází se asi jeden kilometr jižně od Dolních Novosedel. Je zde evidováno 9 adres. V roce 2011 zde trvale žilo jedenáct obyvatel.
Horní Novosedly leží v katastrálním území Dolní Novosedly o výměře 2,67 km².

## Historie
První písemná zmínka o vesnici pochází z roku 1517.

## Obyvatelstvo
| Rok            | 1869 | 1880 | 1890 | 1900 | 1910 | 1921 | 1930 | 1950 | 1961 | 1970 | 1980 | 1991 | 2001 | 2011 | 2021 |
| -------------- | ---- | ---- | ---- | ---- | ---- | ---- | ---- | ---- | ---- | ---- | ---- | ---- | ---- | ---- | ---- |
| Počet obyvatel | 52   | 51   | 55   | 59   | 61   | 54   | 50   | 32   | 31   | 25   | 11   | 9    | 8    | 11   | 26   |
| Počet domů     | 7    | 8    | 10   | 10   | 10   | 10   | 10   | 10   | 10   | 7    | 5    | 5    | 9    | 9    | 8    |

## Obecní správa
Při sčítání lidu v letech 1850–1963 Horní Novosedly byly osadou města Písek ve stejnojmenném okrese. V letech 1964–1990 byly částí obce Záhoří v okrese Písek. Od 24. listopadu 1990 do 23. června 1994 byly částí obce Novosedly v okrese Písek. Od 24. června 1994 jsou částí obce Dolní Novosedly v okrese Písek.

## Galerie

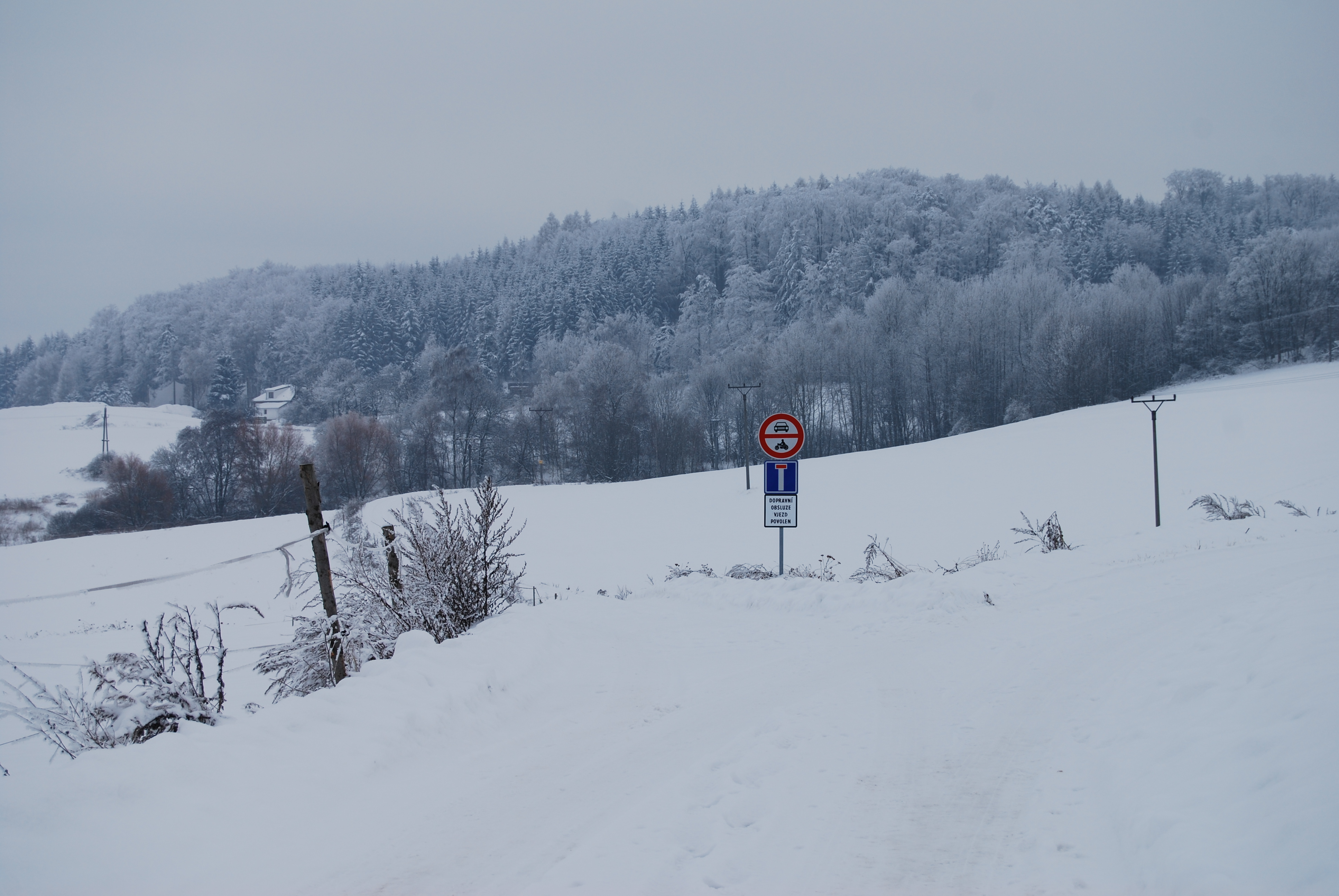
Pohled na okolí
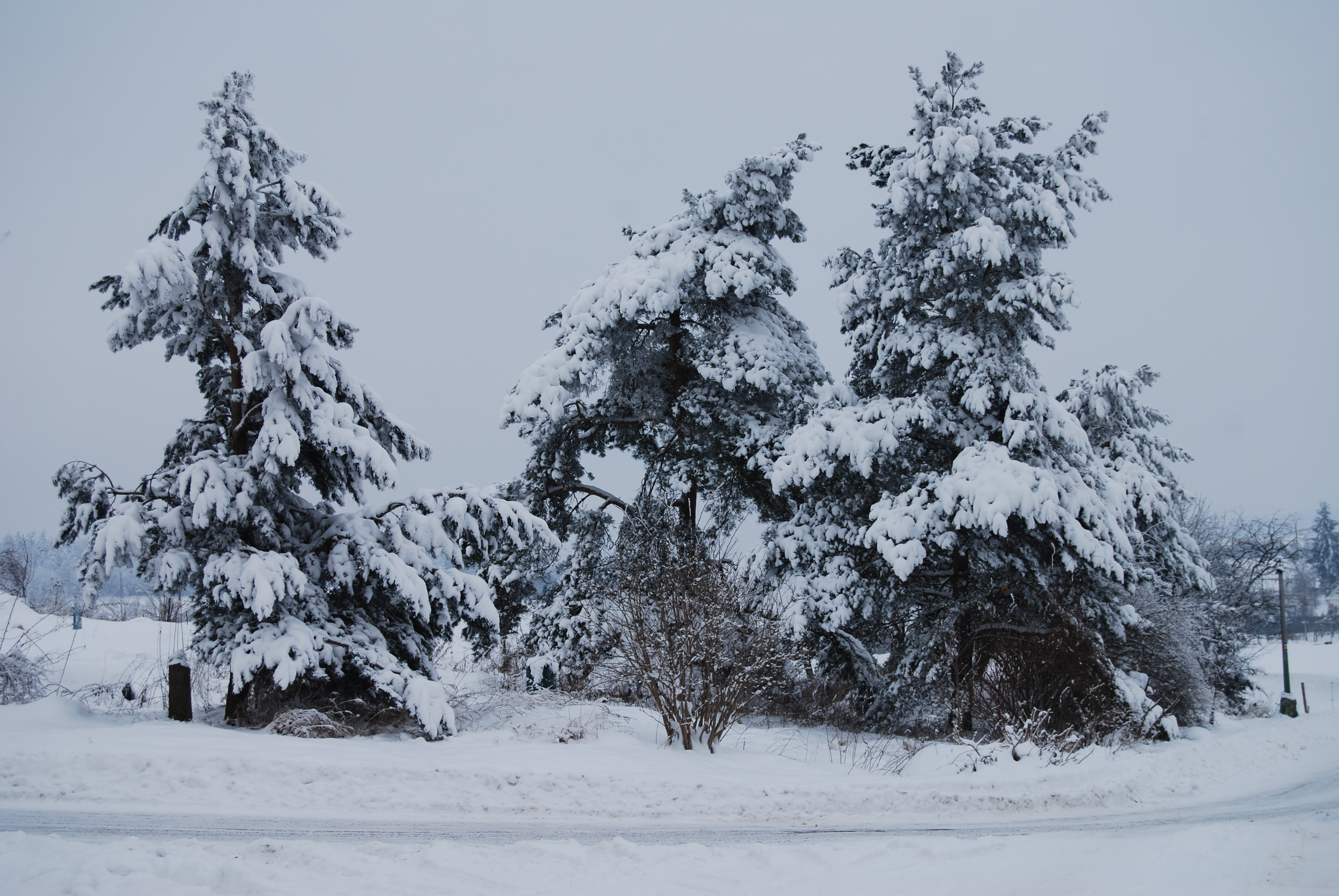
Cesta mezi Horními a Dolními Novosedly
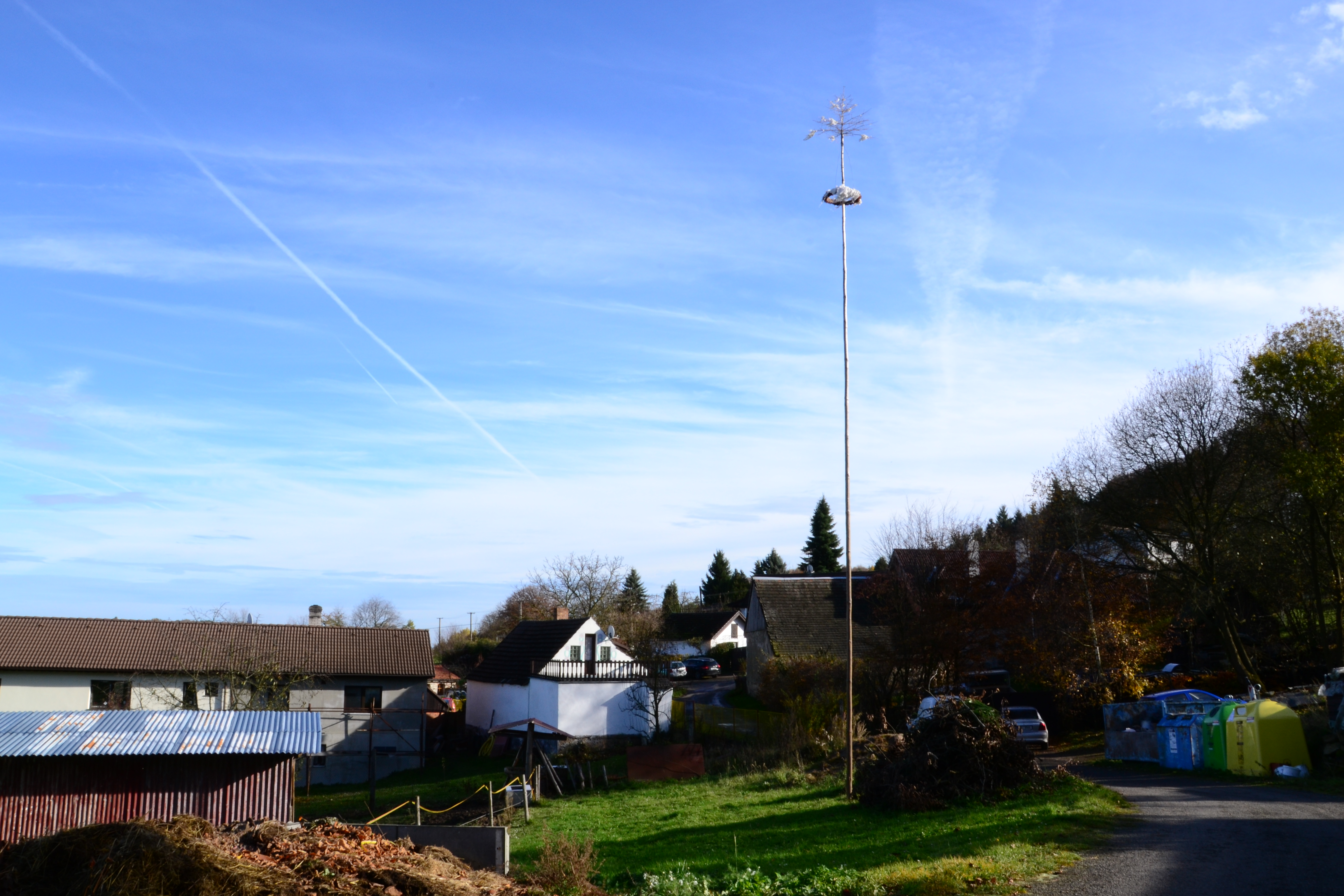
HMájka
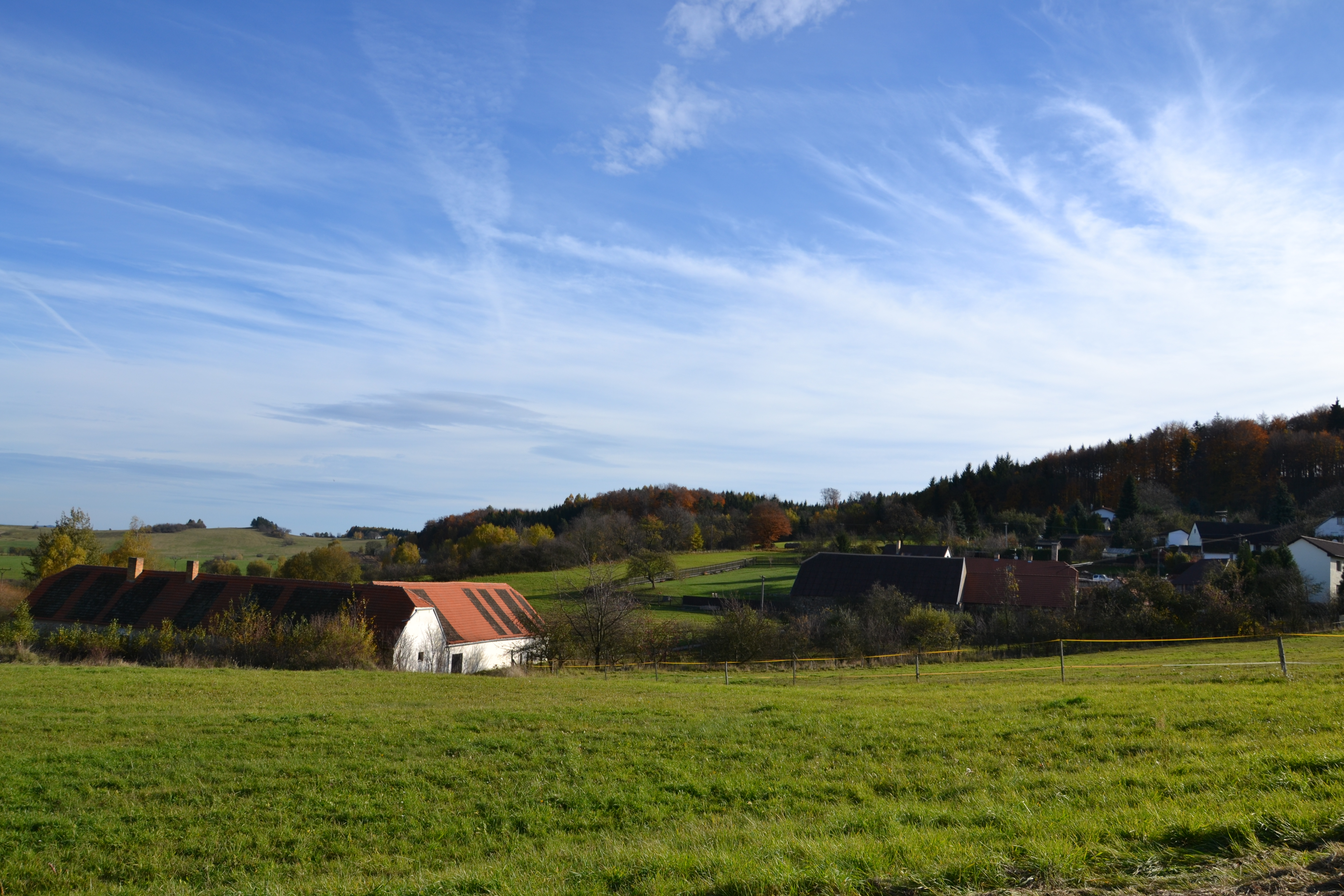
Pastviny
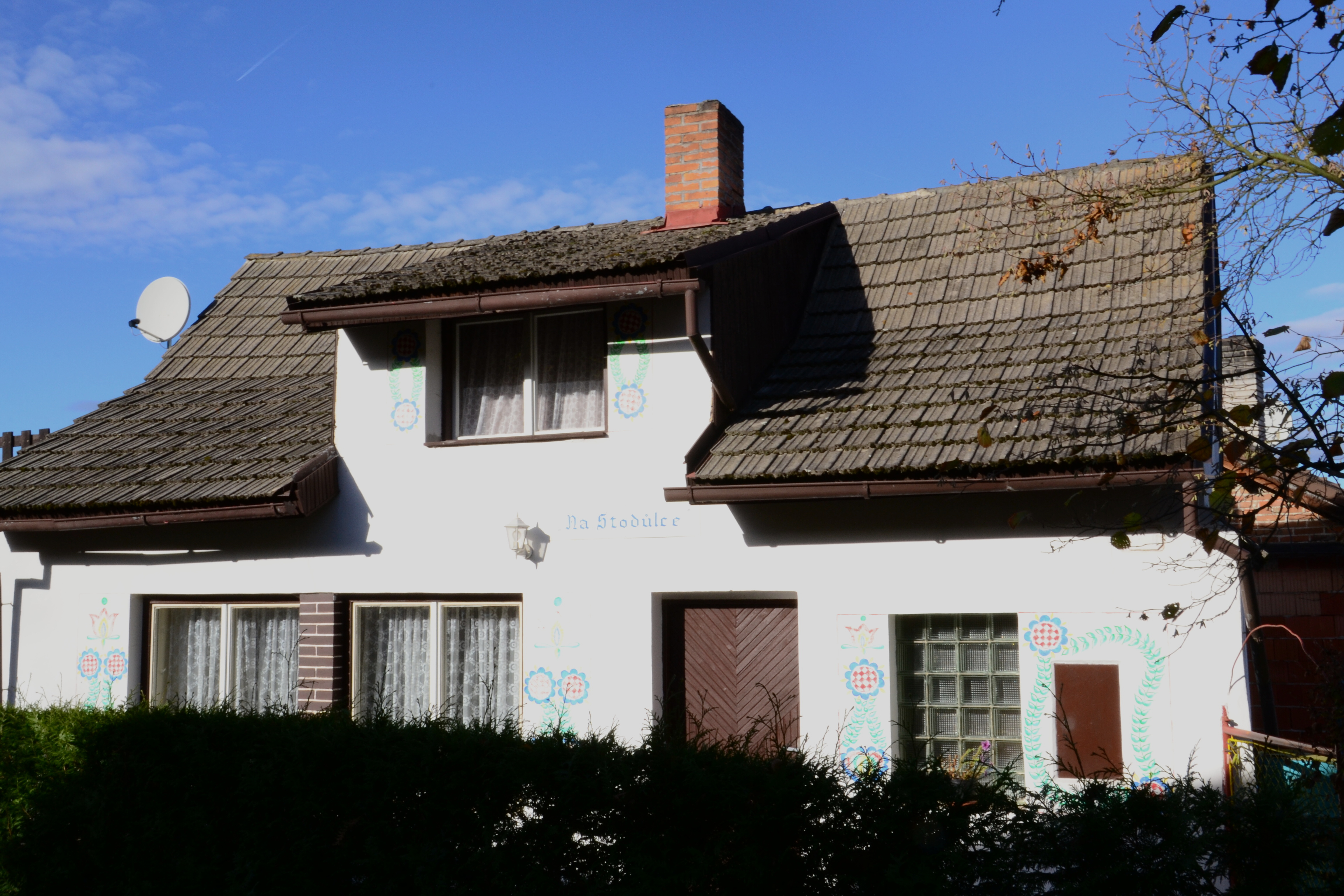
Dům
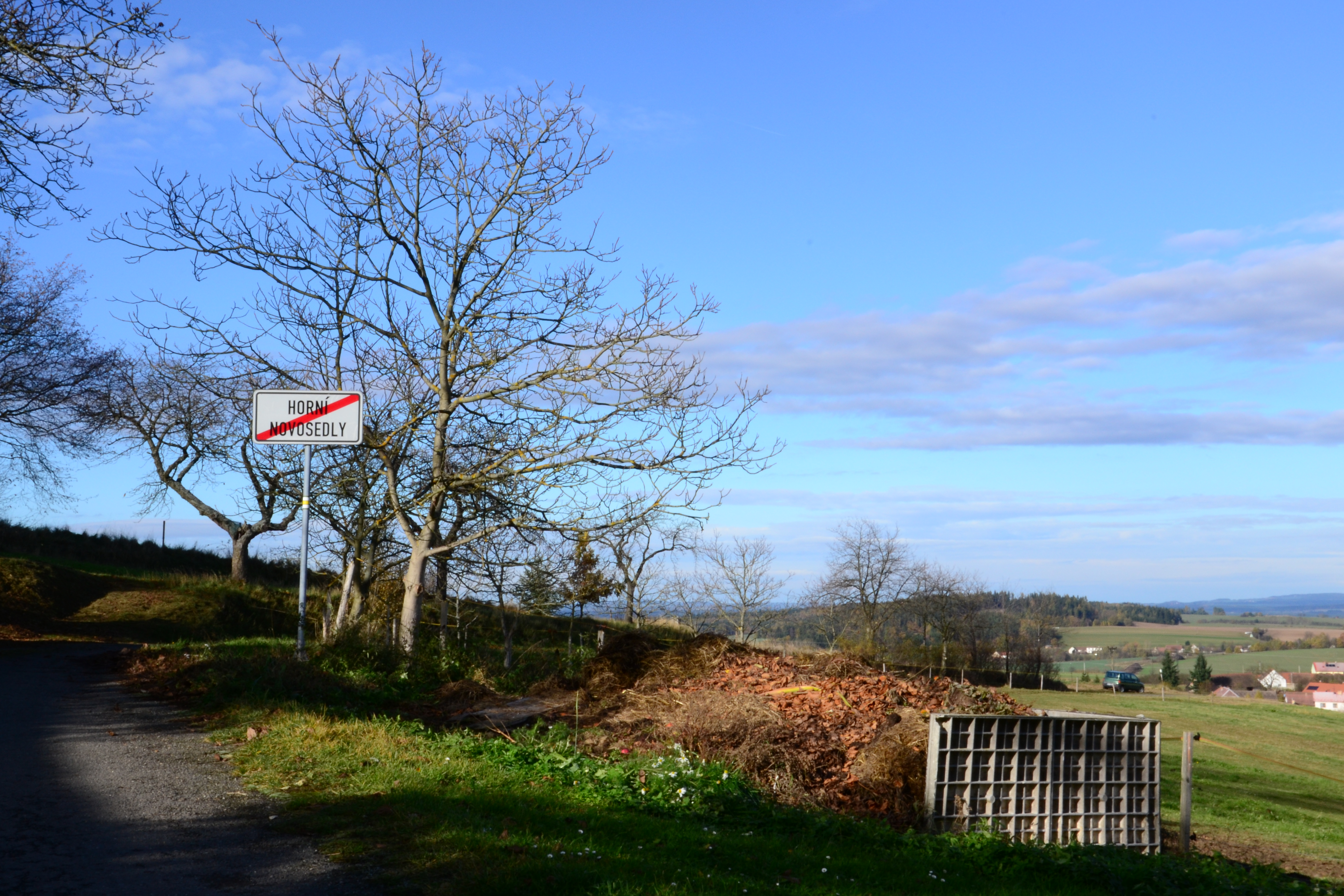
Cedule
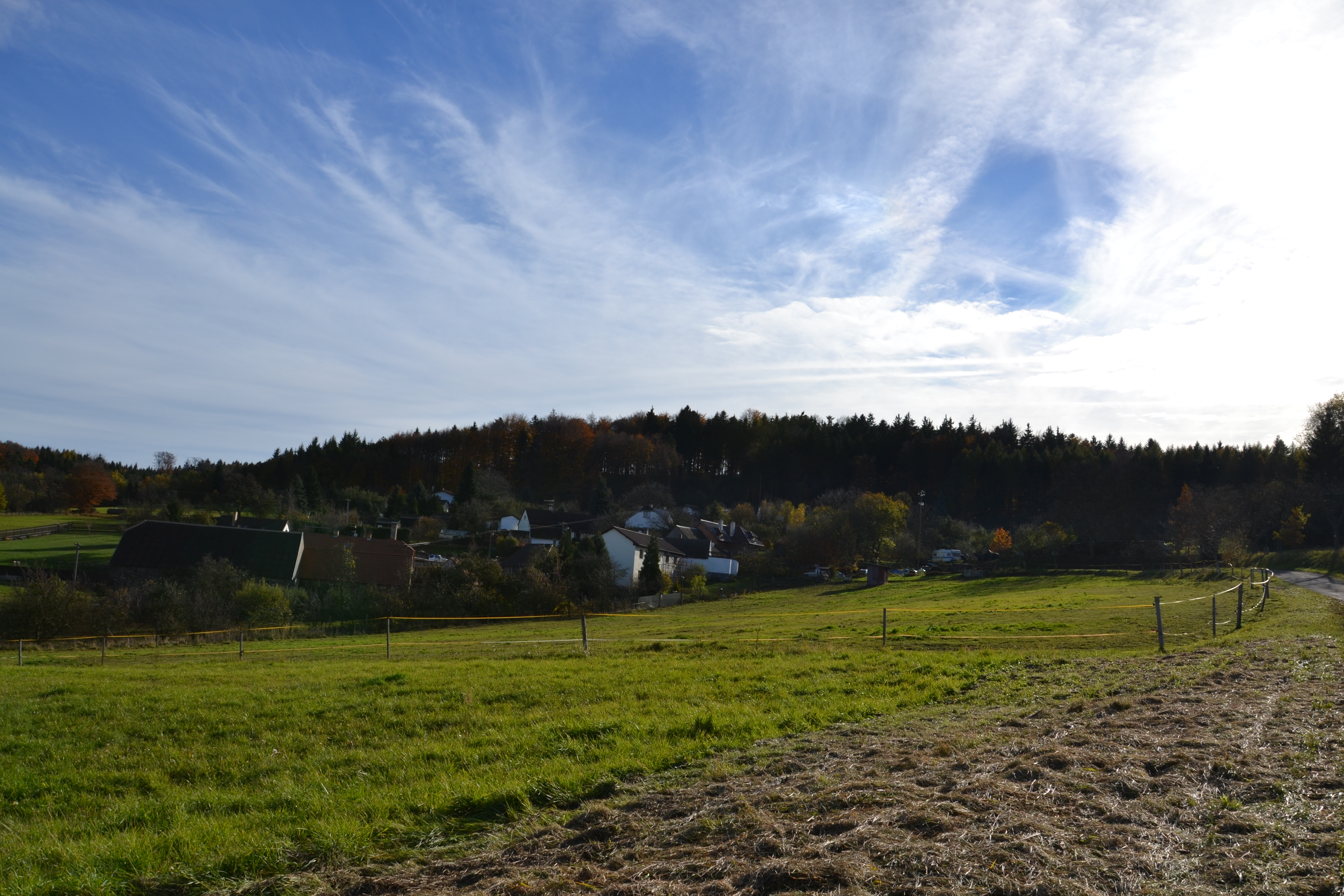
Horní Novosedly